# Coupe du Maroc de football 2021-2022
Navigation
Coupe du Trône 2020-2021 Coupe du Trône 2022-2023
La Coupe du Trône 2021-2022 est la 66e édition de la Coupe du Trône de football. Le vainqueur se qualifie pour le tour préliminaire de la Coupe de la confédération. Si ce vainqueur a déjà garanti sa place dans une des deux compétitions africaines (en finissant parmi les 3 premiers du championnat), le finaliste perdant récupère cette place qualificative à la Coupe de la confédération. Si le finaliste a aussi fini parmi les 3 premiers du championnat, c'est l'équipe classée quatrième du championnat qui hérite de la place qualificative.

## Résultats

### Seizièmes de finale
Voici le calendrier de cette édition :
| Match | Équipe 1                | Résultat        | Équipe 2              |
| ----- | ----------------------- | --------------- | --------------------- |
| 1     | Fath Casablanca         | 2 - 0           | AS Salé               |
| 2     | Union d'Oujda           | 2 - 2 (3-4 tab) | Fath Union Sports     |
| 3     | Chabab de Mohammedia    | 1 - 0           | Mouloudia d'Oujda     |
| 4     | Union Touarga           | 2 - 2 (3-5 tab) | AS FAR                |
| 5     | Stade marocain          | 2 - 1           | Fath de Nador         |
| 6     | Maghreb de Fès          | 0 - 2           | IR Tanger             |
| 7     | Renaissance de Berkane  | 3 - 0           | Ittihad Khémisset     |
| 8     | Wydad de Casablanca     | 0 - 0 (6-5 tab) | Moghreb de Tétouan    |
| 9     | Youssoufia de Berrechid | 0 - 1           | Raja CA               |
| 10    | Olympique Khouribga     | 2 - 1           | Amal Tiznite          |
| 11    | Chabab Houara           | 1 - 0           | Racing Casablanca     |
| 12    | Chabab Benguerir        | 1 - 0           | Rapide Oued Zem       |
| 13    | Renaissance Zemamra     | 3 - 0           | Jeunesse Kasbat Tadla |
| 14    | Olympic Safi            | 2 - 1           | Chabab Boujdour       |
| 15    | Tihad Casablanca        | 0 - 1           | Difaâ d’El Jadida     |
| 16    | Jeunesse Soualem        | 1 - 2           | Hassania d’Agadir     |

### Huitièmes de finale
| Match | Équipe 1            | Résultat        | Équipe 2               |
| ----- | ------------------- | --------------- | ---------------------- |
| 1     | Fath de Rabat       | 0 - 0 (4-2 tab) | OC Safi                |
| 2     | Difaâ d’El Jadida   | 2 - 1 a. p.     | Chabab Benguerir       |
| 3     | Chabab Houara       | 2 - 1           | Renaissance Zemamra    |
| 4     | Fath Casablanca     | 1 - 2           | Chabab de Mohammedia   |
| 5     | AS FAR              | 3 - 1           | Stade marocain         |
| 6     | Hassania d’Agadir   | 0 - 0 (2-4 tab) | Raja CA                |
| 7     | IR Tanger           | 1 - 1 (1-3 tab) | Wydad de Casablanca    |
| 8     | Olympique Khouribga | 0 - 1           | Renaissance de Berkane |

### Quarts de finale
| Match | Équipe 1             | Résultat | Équipe 2               |
| ----- | -------------------- | -------- | ---------------------- |
| 1     | AS FAR               | 0 - 1    | Fath de Rabat          |
| 2     | Chabab de Mohammedia | 1 - 2    | Raja CA                |
| 3     | Chabab Houara        | 1 - 2    | Renaissance de Berkane |
| 4     | Difaâ d’El Jadida    | 1 - 2    | Wydad de Casablanca    |

### Demi-finales
| Match | Équipe 1      | Résultat        | Équipe 2               |
| ----- | ------------- | --------------- | ---------------------- |
| 1     | Fath de Rabat | 1 - 1 (4-5 tab) | Renaissance de Berkane |
| 2     | Raja CA       | 1 - 0           | Wydad AC               |

### Finale
| Finale                             | RS Berkane         | 1 - 0 ap | Raja CA      | Complexe Moulay Abdallah, Rabat                                                                      | |
| Samedi 15 juillet 2023 20:00 UTC+1 | Dayo 105+2e (pen.) | (0 - 0)  |              | Spectateurs : 45 000 Diffuseur : Arryadia Arbitrage : Yassine Bouslim Arbitre vidéo : Redouane Jiyed | Spectateurs : 45 000 Diffuseur : Arryadia Arbitrage : Yassine Bouslim Arbitre vidéo : Redouane Jiyed |
| Samedi 15 juillet 2023 20:00 UTC+1 |                    | Rapport  | 27e Hadhoudi | Spectateurs : 45 000 Diffuseur : Arryadia Arbitrage : Yassine Bouslim Arbitre vidéo : Redouane Jiyed | Spectateurs : 45 000 Diffuseur : Arryadia Arbitrage : Yassine Bouslim Arbitre vidéo : Redouane Jiyed |